# Manuel Manzaneque
Manuel Manzaneque (Campo de Criptana, Ciudad Real, 20 de septiembre de 1940 - Madrid, 8 de octubre de 2016), fue un actor, director y productor teatral. También es viticultor y padre de otro, Manuel Manzaneque Suárez.
Fue el fundador en 1967 y director durante más de veinte años de la compañía de teatro Tirso de Molina. En 1979 creó el Teatro Espronceda de Madrid, siendo su director hasta su cierre como tal en 1988.

## Biografía
Licenciado en Ciencias Sociales y Sociológicas y titulado en la Escuela Oficial de Cinematografía y Teatro, intervino como actor en diecisiete películas, siete de ellas como protagonista. En 1967 dejó su carrera como actor para fundar y dirigir su propia compañía, la Compañía Tirso de Molina y con ella dirige varias obras, como La Celestina de Fernando de Rojas, El alcalde de Zalamea de Pedro Calderón de la Barca, La muerte de un viajante de Arthur Miller, El corto vuelo del gallo, de Jaime Salom; Un enemigo del pueblo de Henrik Ibsen, Los emigrados y El tragaluz de Antonio Buero Vallejo; dirigió a casi todos los grandes actores y actrices del país e hizo giras por Europa, Estados Unidos e Hispanoamérica. En 1979 construye el Teatro Espronceda en Madrid con una finalidad no sólo comercial, sino cultural: teatro para niños, cine, conferencias, exposiciones de pintura... En la temporada 1981-1982 realiza con su compañía una gira por México. En 1992, con motivo de la Expo de Sevilla, lleva a cabo el que quizá sea su más ambicioso montaje, el Quijote, con Josep María Flotats y Juan Echanove como Quijote y Sancho respectivamente; se estrenó en Nueva York y llevó este montaje por varios países europeos y americanos. Premio Nacional de Teatro y Premio de la Crítica mexicana, en sus últimos años se ha convertido en viticultor y posee una bodega y vino de denominación propia en la finca Élez de El Bonillo, provincia de Albacete además en el año 2006 volvió a la pantalla como actor en la película Hotel Tívoli en el papel de Anselmo.

## Filmografía como actor
| Año  | Título                   | Personaje         | Dirección                            |
| ---- | ------------------------ | ----------------- | ------------------------------------ |
| 1961 | Hola, muchacho           |                   | Ana Mariscal                         |
| 1963 | Eva 63                   | Paco barman       | Pedro Lazaga                         |
| 1963 | Los elegidos             | Miguel García     | Tulio Demicheli                      |
| 1964 | Fin de semana            | Paco              | Pedro Lazaga                         |
| 1965 | Diálogos de la paz       | Sacerdote joven   | Jorge Feliu y José María Font-Espina |
| 1965 | La frontera de Dios      |                   | César Fernández Ardavín              |
| 1965 | Posición avanzada        | Alfredo Laso      | Pedro Lazaga                         |
| 1966 | Nuevo en esta plaza      |                   | Pedro Lazaga                         |
| 1967 | Los guardiamarinas       | Vilariño          | Pedro Lazaga                         |
| 1967 | Camerino sin biombo      | Narrador (voz)    | José María Zavalza                   |
| 1967 | La marca del hombre lobo | Rudolph Weissmann | Enrique López Eguiluz                |
| 1967 | Próximo otoño            | Juan              | Antonio Eceiza                       |
| 1968 | Agonizando en el crimen  | Pierre            | Enrique López Eguiluz                |
| 1969 | Las cicatrices           |                   | Pedro Lazaga                         |
| 1969 | El día de mañana         |                   | Agustín Navarro                      |
| 2006 | Hotel Tívoli             | Anselmo           | Antón Reixa                          |